# Оскар Юганссон
Оскар Нільс Пер Юганссон (швед. Oscar Nils Per Johansson, нар. 6 травня 1995, Гнуше, Швеція) — шведський футболіст, півзахисник клубу «Гаммарбю».

## Ігрова кар'єра

### Клубна
Оскар Юганссон починав займатися футболом у своєму рідному місті Гнуше. У 2012 році футболіст перейшов до клубу «ІФК Вернаму», де і розпочав свою професійну кар'єру. У віці 16 - ти років Юганссон підписав з клубом перший професійний контракт. Дебют футболіста на дорослому рівні відбувся 9 березня 2013 року у груповому раунді Кубка Швеції.
У січні 2018 року Юганссон перейшов до клубу «Треллеборг», з яким підписав трирічний контракт. 1 квітня 2018 року у складі «Треллеборга» футболіст дебютував у вищому шведському дивізіоні.
Перед сезоном 2021 року Юганссон повернувся до «ІФК Вернаму» і в першому ж сезоні допоміг команді виграти турнір Супереттан. 1 лютого 2024 року як вільний агент Оскар перейшов до клубу «Гаммарбю».

### Збірна
Оскар Юганссон провів три матчі у складі юнацької збірної Швеції (U-19).

## Титули
ІФК Вернаму
- Переможець Супереттан: 2021